# Debralee Scott
Debralee Scott (* 2. April 1953 in Elizabeth, New Jersey; † 5. April 2005 in Amelia Island, Florida) war eine US-amerikanische Filmschauspielerin.

## Biografie
Geboren als jüngste von drei Schwestern wuchs Scott in Stroudsburg (Pennsylvania) auf, wo sie in der Schule als Cheerleader auftrat. Kurz nach ihrem 18. Geburtstag wurde Scott 1971 ihre erste Rolle in Dirty Harry angeboten.
Ebenfalls in Nebenrollen war sie 1973 in American Graffiti und 1974 in Erdbeben zu sehen. 1978 sprach sie für die Rolle der Marty in Grease vor, musste die Rolle jedoch der zu dieser Zeit weitaus bekannteren Schauspielerin Dinah Manoff überlassen. 1984 übernahm sie mit Mrs. Fackler ihre bekannteste Rolle in der Filmkomödie Police Academy. Zwei Jahre später, 1986, kehrte sie im dritten Teil für diese Rolle erneut auf die Leinwand zurück.
1989 zog sich Scott aus der Schauspielerei ins Privatleben zurück und ließ sich in New York City nieder. Wie ihre Schwester Jerilynn Scott wurde auch Debralee Scott Talentscout für Schauspieltalente im Raum New York. 2001 gab sie ihre Verlobung mit John Dennis Levi, einem Polizisten der Hafenbehörde, bekannt, der bei den Terroranschlägen vom 11. September 2001 ums Leben kam.
Im März 2005 zog Scott von New York City nach Amelia Island, um sich dort um ihre kränkliche Schwester Carol Anne, eine Filmproduzentin, zu kümmern, die auch bei einigen Filmen von Robert Altman als Produzentin tätig gewesen war. Kurz nach ihrer Ankunft auf Amelia Island fiel Scott in ein Koma, aus dem sie erst einige Tage später wieder erwachte. Am 2. April 2005, ihrem 52. Geburtstag, wurde sie entlassen.
Drei Tage später starb Scott während eines Mittagsschlafs. Eine Autopsie der Schauspielerin blieb ergebnislos.

## Filmografie
- 1971: Dirty Harry
- 1972: Schmetterlinge sind frei (Butterflies Are Free)
- 1973: American Graffiti
- 1973: Lisa, Bright and Dark (Fernsehfilm)
- 1973: Ein Sommer ohne Jungs (A Summer Without Boys, Fernsehfilm)
- 1974: Love Is Not Forever (Fernsehfilm)
- 1974: Winter unserer Liebe (Our Time)
- 1974: The Crazy World of Julius Vrooder
- 1974: Sons and Daughters (Fernsehserie, vier Folgen)
- 1974: Erdbeben (Earthquake)
- 1975: Nachdenkliche Geschichten (Insight, Fernsehserie, eine Folge)
- 1975: Abenteuer der Landstraße (Movin’ On, Fernsehserie, eine Folge)
- 1975: Der Mann, der zweimal getötet wurde (The Reincarnation of Peter Proud)
- 1975: Isis (Fernsehserie, eine Folge)
- 1975–1978: Welcome Back, Kotter (Fernsehserie, sechs Folgen)
- 1976: Gibbsville (Fernsehserie, eine Folge)
- 1976–1977: Mary Hartman, Mary Hartman (Fernsehserie, 325 Folgen)
- 1977–1978: Forever Fernwood (Fernsehserie)
- 1978: Just Tell Me You Love Me
- 1978: Love Boat (The Love Boat, Fernsehserie, eine Folge)
- 1978: Wolfsmond (Death Moon, Fernsehfilm)
- 1979: Ryan’s Hope (Fernsehserie, drei Folgen)
- 1979–1980: Angie (Fernsehserie, 36 Folgen)
- 1980: The Donna Summer Special (Fernsehfilm)
- 1980: Hot T-Shirts – Hauteng auf runden Kurven (Hot T-Shirts)
- 1981: Living in Paradise (Fernsehfilm)
- 1982: Freitag, der 713. (Pandemonium)
- 1983: Likely Stories, Vol. 2 (Fernsehfilm)
- 1984: Police Academy – Dümmer als die Polizei erlaubt (Police Academy)
- 1986: Police Academy 3 – … und keiner kann sie bremsen (Police Academy 3: Back in Training)
- 1989: Reise in ein besseres Leben (Misplaced)